# Klara Caro
Pour les articles homonymes, voir Caro.
Klara Beerman épouse Caro (née le 6 janvier 1886 à Berlin, morte le 27 septembre 1979 à New York) est une militante allemande des droits des femmes et une travailleuse sociale. En 1926, elle fonde la branche de Cologne de la Ligue des femmes juives et la dirige dans la résistance jusqu'à sa déportation dans le ghetto de Theresienstadt.

## Biographie
Klara Beerman grandit dans des circonstances modestes à Berlin avec trois frères aînés. Le père subit une perte économique totale après la Grande Dépression de 1873. Klara est élevée par son frère de 13 ans, Max Mordechai, qui suit une formation de rabbin. Il la place à l'âge de huit ans dans une école juive tenue par des diplômés du Séminaire rabbinique Hildesheimer. À la maison, elle fait la connaissance des camarades de classe de son frère, Heinrich Loewe et Alfred Klee, qui auront une influence durable sur elle. Dans sa jeunesse, elle rencontre Ludwig Hardt, avec qui elle a une longue amitié. À 17 ans, elle devient membre du club de femmes sionistes dirigé par Lina Wagner-Tauber. À 18 ans, elle se fiance à Berlin à Isidor Caro, qui sera rabbin à Cologne en 1908, qu'elle épouse en 1909.
Après son mariage, elle déménage à Cologne avec son mari et emménage dans un appartement au Ehrenfeldgirdle 171 dans le quartier de Cologne-Ehrenfeld. Elle rejoint l'association des femmes israélites et est rapidement élue au conseil d'administration et plus tard présidente. S'occuper des enfants Hermann et Rut n'empêche pas Klara Caro de donner des conférences très suivies et de se consacrer intensément au travail bénévole. Elle s'implique dans la pastorale des prisonnières juives de la prison de Klingelpütz à Cologne, la réinsertion des prisonnières juives libérées et des patients du service psychiatrique hébergés à l'hôpital de Lindenburg. Elle effectue ces tâches pendant plus de deux décennies jusqu'à ce que les nazis l'interdisent de ces activités le 1er janvier 1939.
Klara Caro fait campagne pour le droit de vote des femmes, ce qu'approuve la communauté de de Cologne en 1925 mais est bloqué par la grand-rabbinat. Après la fondation de la fédération provinciale des associations de femmes juives de Rhénanie et de Westphalie en 1921, elle s'implique  activement dans la construction de l'association. Elle voyage en Europe pour des conférences, notamment à Londres en 1925 avec Bertha Pappenheim, Hannah Karminski et Sidonie Werner, où elle fait campagne contre le travail des esclaves modernes avec Leo Deutschlaender. De plus, elle prend part à l'Organisation internationale des femmes sionistes. En 1926, Klara Caro fonde la branche de Cologne de la Ligue des femmes juives et en est la présidente jusqu'en 1938. En outre, elle donne des conférences à l'université populaire de Cologne sur le thème des traditions juives à Cologne et de la vie quotidienne et religieuse juive à Cologne.
Après la prise du pouvoir des nazis, elle aide de nombreux concitoyens juifs de Cologne à se préparer à l'émigration, aide les membres de la communauté juive à survivre dans la ville après l'intensification des représailles contre les juifs et participe à la mise en place d'un réseau d'aide national et international. En 1933, le couple Caro envoie leur fils de 18 ans à Londres, suivi en 1936 par sa sœur Rut. Après qu'Hermann tombe gravement malade, le couple amène leur fils à la clinique psychiatrique Het Apeldoornsche Bosch à Apeldoorn, aux Pays-Bas pour une convalescence. Il en est déporté le 22 janvier 1943 et gazé le 25 janvier 1943 dans le camp d'extermination d'Auschwitz.
En 1934, la communauté juive honore le couple à l'occasion de leurs noces d'argent et pour leurs 25 ans de pastorale par une cérémonie et un voyage en Palestine mandataire qu'ils entreprennent en 1935. Le couple Caro ne profite pas de cette occasion et d'autres pour quitter l'Allemagne par sens du devoir envers la communauté juive de Cologne. En 1941, ils deoivent quitter leur appartement à Cologne-Ehrenfeld et sont contraints de partager un petit appartement dans le bâtiment arrière de la synagogue de la Roonstrasse avec 13 autres personnes. Lorsque la déportation des Juifs de Cologne vers le ghetto de Theresienstadt commence au début de l'été 1942, le couple Caro se porte volontaire pour pouvoir également fournir des soins pastoraux aux membres de la communauté juive du ghetto. Isidor et Klara Caro sont déportés de Cologne à Theresienstadt le 16 juin 1942.
À son arrivée dans le ghetto de Theresienstadt, Klara Caro lance et s'implique dans l'Organisation internationale des femmes sionistes. Elle aide également à organiser des événements culturels tels que des lectures sur des thèmes sionistes, du théâtre, des représentations de chorales, des opéras et des commémorations ou des festivals juifs tels que le séder de Pessa'h, auquel parfois participent jusqu'à 4 000 détenus. À partir de juillet 1943, elle reçoit un soutien intensif dans son travail de Hannah Steiner, la fondatrice de l'Organisation internationale des femmes sionistes en Tchécoslovaquie. Isidor Caro meurt de malnutrition dans le ghetto le 28 août 1943. À l'instigation de Leo Baeck, qui œuvre au conseil juif des anciens de Theresienstadt, Klara Caro est transportée en Suisse avec 1 200 prisonniers, dont Bertha Falkenberg, le 5 février 1945. Ce transport fait partie des accords de libération négociés avec les nazis par Jean-Marie Musy vers la fin de la guerre, seul le transport de Theresienstadt atteint la Suisse. Elle est ainsi l'une des 37 survivantes du premier train de déportation de Cologne à Theresienstadt, qui transporta un total de 962 personnes vers le ghetto le 15 juin 1942. Avec Bertha Falkenberg, Klara Caro est d'abord hébergée aux Avants, puis dans le camp de réfugiés d'Engelberg. Les réfugiés l'élisent comme leur représentante, elle peut participer aux réunions sionistes à Lucerne et à Zurich. Dans les années suivantes, Klara Caro se bat pour le droit au séjour des réfugiés de Theresienstadt qui devaient être déportés vers l'Italie. Pendant ce temps, elle commence à donner des conférences sur la vie des prisonniers juifs à Theresienstadt et reçoit de nombreuses invitations à divers endroits en Suisse. Elle reçoit des offres de travail dans l'aide suisse aux réfugiés, qu'elle décline parce qu'elle veut déménager chez sa fille, qu'elle vit pour la dernière fois en 1936, aux États-Unis.
Le nouveau départ en Amérique en 1945 est possible grâce à l'aide d'amis émigrés, dont Otto Juliusburger, qui présente Klara Caro à la Société Theodor-Herzl à New York. Elle dirige la sestralité Habonim pendant douze ans et est un membre respecté de la communauté juive. Elle passe la dernière année de sa vie dans une maison de retraite à New York, où elle écrit son autobiographie avant de mourir à l'âge de 93 ans.
Son héritage écrit sous forme de mémoires et l'autobiographie écrite peu de temps avant sa mort se trouvent maintenant au Leo Baeck Institute (en), le Centre d'histoire juive de New York.